# 张亮 (指挥家)
张亮（1979年—），男，江苏泰州人，中国指挥家、钢琴家。

## 生平
张亮，指挥家，钢琴家。上海爱乐乐团副团长及常任指挥。国家一级指挥；上海音乐家协会副主席；第八届中国音乐家协会理事；上海市文联第七,第八届委员会委员；上海市青年文联副会长；上海市青年五四奖章获得者；第八届上海“文化新人”称号获得者；上海静安区“杰出人才”称号获得者；“艺苑撷英”—全国优秀青年指挥人才荣誉称号获得者。